# Torrile
Torrile is een gemeente in de Italiaanse provincie Parma (regio Emilia-Romagna) en telt 7668 inwoners (31-12-2013). De oppervlakte bedraagt 37,3 km², de bevolkingsdichtheid was in 2013 206 inwoners per km².
De volgende frazioni maken deel uit van de gemeente: Bezze, Borgazzo-Ca'Scipioni, Gainago Ariana, Quartiere Minari, Rivarolo, San Polo (sede comunale), San Siro, Sant'Andrea.

## Demografie
| Jaar | Inwoneraantal |
| ---- | ------------- |
| 1991 | 4831          |
| 2001 | 5955          |
| 2004 | 6693          |
| 2013 | 7668          |

## Geografie
Torrile grenst aan de volgende gemeenten: Colorno, Mezzani, Parma, Sissa Trecasali, Trecasali.

## Geschiedenis
Na de stichting van het hertogdom Parma en Piacenza rond het midden van de 16e eeuw bouwde de familie Farnese verschillende hertogelijke boerderijen in de omgeving van Torrile. Begin 17e eeuw, na de renovatie van het paleis in Colorno, creëerden ze het "Hertogelijke Bos van Torrile" op de plek van een uitgestrekt eikenbos in staatseigendom. Oorspronkelijk bedoeld als jachtreservaat voor de familie, werd het in de tweede helft van de 18e eeuw rechtstreeks met het paleis verbonden door een weg, ontworpen door de hertogelijke ingenieur Francesco De Real de la Motte de Mongeot. Na de annexatie van het hertogdom door het Franse Keizerrijk van Napoleon I werden de bomen ontworteld en werd het land omgevormd tot een uitgestrekt landbouwgebied.

## Bezienswaardigheden
- De Pieve di San Giovanni Battista uit 1144, in de plaats Gainago Ariana, bezit belangrijke fresco's uit de 12e en 13e eeuw. De kerk, gebouwd volgens een driebeukig grondplan met aan weerszijden een kapel, heeft een opvallende gevel van baksteen en natuursteen met drie toegangspoorten bekroond door lunetten. Van de oorspronkelijke kerk zijn drie uitspringende lancetvensters en een terracotta tegel aan de linkerkant bewaard gebleven, evenals twee apsissen aan de achterzijde.
- De Oasi di Torrile is een natuurreservaat, opgericht door de Italiaanse Liga voor Vogelbescherming (LIPU) op grond die in bruikleen was gegeven door de nabijgelegen suikerfabriek Eridania. De provincie Parma gaf het de goedkeuring voor een uitbreiding van 282 hectare. Het is uitgerust met een bezoekerscentrum met leslokalen en observatiehutten. Het werd voor het eerst opgenomen in het Natura 2000-netwerk en in 2010 verheven tot regionaal natuurreservaat. Het gebied, doorkruist door bospaden en begrensd door de grote vijvers van de nabijgelegen fabriek, herbergt acht observatiehutten voor talrijke vogelsoorten.